# Abu ul-Fida
Abu ul-Fida (árabe: أبو الفداء) o Abul Fida Ismaíl Hamvi (completo: Abu ul-Fida' Isma'il Ibn 'Ali ibn Mahmud al-Málik al-Mu'ayyad 'Imad ud-Din) (también transliterado como Ismael Abulfeda, Ismael Abu Alfida, y de otras maneras) (noviembre de 1273 – 27 de octubre de 1331) fue un historiador, geógrafo y sultán local nacido en el territorio de la actual Siria.

## Vida
Abulfeda nació en Damasco, donde su padre Málik ul-Afdal, hermano del príncipe de Hama huyó de los mongoles. Fue un descendiente de Ayub, el padre de Saladino.  
En su infancia se dedicó al estudio del Corán y de las ciencias, pero desde los doce años en adelante, estuvo casi constantemente participando en expediciones militares, mayormente en contra de las cruzadas. 
Desde 1285 estuvo presente en el asalto del Crac de los Caballeros, y tomó parte en los asedios de Trípoli,  Acre y Qal'at ar-Rum. En 1298 entró al servicio del sultán mameluco Al-Nasir Muhammad y luego de doce años fue investido por él en la gobernación de Hama. En 1312 se convirtió en príncipe con el título de Málik us-Salhn, y en 1320 recibió el rango hereditario de “sultán” con el título de Málik ul-Mu'ayyad. 
Por más de veinte años reinó en tranquilidad y esplendor, dedicándose los deberes de gobierno y a la composición de los trabajos por los cuales es principalmente famoso. Fue un munificente patrón de hombres de letras, los cuales vinieron en grandes cantidades a su corte. Murió en 1331.

## Obra
- La concisa historia de la humanidad o crónicas (Árabe: Tariju 'l-mujtasar fi Ajbari 'l-bashar) o Historia de Abu ul-Fida; donde su principal trabajo histórico fue “Un resumen de la historia de la raza humana”, en la forma de anales, extendiéndose desde la creación del mundo al año 1329 (Constantinopla, 2 volúmenes 1869).
- Un Boceto de países (Árabe: Taqwim al-buldan). Su geografía está, como mucho de su historia, fundada en el trabajo de sus predecesores, incluyendo el trabajo de Ptolomeo y Al-Idrisi. Una larga introducción en varias materias geográficas es seguida por vientiocho secciones que tratan en forma tabular las principales ciudades del mundo. Luego de cada nombre son dados la información sobre longitud, latitud, clima, ortografía y luego observaciones generales tomadas desde autores antiguos. Partes del trabajo fueron publicados y traducidos hacia 1650 en Europa.
- Un libro sobre una medicina llamada Kunash.

## Eponimia
- En 1935 se decidió en su honor llamarle «Abulfeda» a un cráter lunar localizado en las tierras altas centrales de la Luna.[3]